# Cagots

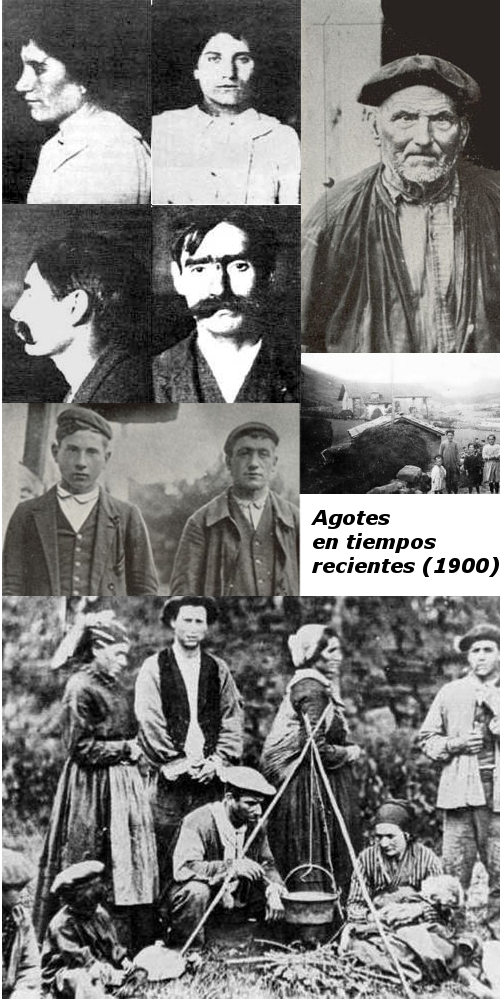
Die letzten Cagots in Ort Bozate (Navarra), Ende des 19. Jahrhunderts

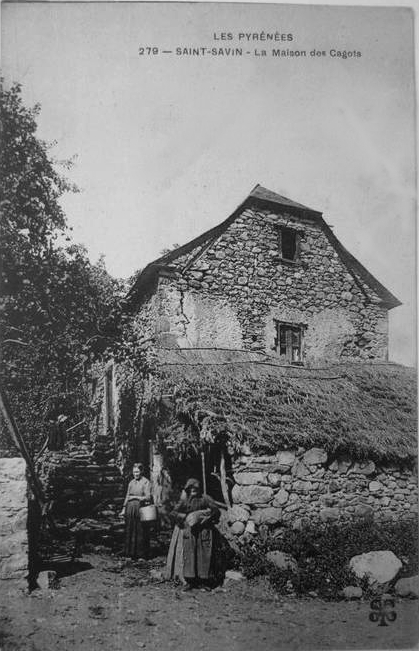
Cagot-Häuser in Mailhoc, Saint-Savin, Postkarte von 1906

Als Cagots (Plural zu französisch Cagot, weiblich Cagote; weiblicher Plural: Cagottes; baskisch Agotak) bezeichnete man eine Personengruppe, die vom 13. bis weit ins 19. Jahrhundert hinein in Spanien und Frankreich diskriminiert wurde. Zahlreiche, einander zum Teil widersprechende Vorurteile ranken sich um die Cagots, was ihren körperlichen und geistigen Gesundheitszustand, ihr Aussehen und ihre Abstammung betrifft. Der Fortbestand der Segregation wurde durch die Verpflichtung zur Endogamie unter den Cagots ermöglicht.

## Bezeichnung
Im Bereich der Pyrenäen war für die Angehörigen dieser Bevölkerungsgruppe die Bezeichnung Cagots oder Cahets üblich, in der Bretagne wurden sie Caqueaux genannt (sie selbst nannten sich dort Melandrins), in Asturien Vaqueros, in Aunis und Poitou Colliberts.
Regional waren auch die Bezeichnungen Agots, Capins, Kagnards (wegen der Entenfüße, die sie tragen mussten), Chretiens und Chrestias in Verwendung.

## Herkunft
Urkundliche Erwähnungen der Cagots reichen zumindest bis ins 12. Jahrhundert zurück, über ihre Herkunft gibt es aber keine gesicherten Angaben. Viele hielten sie für Abkömmlinge arianischer Westgoten, die nach ihrer Niederlage gegen Chlodwig (507) abgesondert leben mussten (dabei leitete man das Wort Cagots von chiens Gots, cans Gots = „gotische Hunde“ ab).
Andere sahen in ihnen Nachfahren der Sarazenen, die die Goten aus Spanien vertrieben hatten und daher chiens bzw. chasseurs des Goths genannt wurden; als Muslime mussten sich die Sarazenen mehrmals täglich waschen, was man mit dem Entenfuß in Verbindung brachte, den die Cagots als Abzeichen tragen mussten.
Wieder andere hielten sie für Nachkommen von Aussätzigen (spanisch agote bedeutet auch „Aussätziger“) aus der Zeit der Kreuzzüge, für Nachfahren von Juden, für Nachkommen des im Alten Testament erwähnten Gehasi (wegen der ihnen nachgesagten Hinterlist und des Aussatzes), für Nachkommen von Leuten, die einen Kropf (goitre) hatten (weil man die Bezeichnung Crestinas mit Kretins in Verbindung brachte), für Nachkommen von Gnostikern bzw. Albigensern (wegen der Bezeichnung Chrestiens) oder für Nachkommen von ins Baskenland eingewanderten spanischen Roma (Erromintxela).

## Aussehen, Gesundheit
Den Ausschluss der Cagots vom gesellschaftlichen Leben rechtfertigte man unter anderem mit gesundheitlichen Gründen: Man sagte den Cagots nach, dass sie an Aussatz litten, an weißer Gesichtsfarbe und Schwellungen an Kopf und Extremitäten. Da der vermeintliche „Aussatz“ aber nicht ansteckend war, sprach man dann davon, dass es sich mittlerweile um eine abgeschwächte, vererbte Form von Aussatz handele.
Den Cagots wurde oft Kretinismus nachgesagt, andererseits gibt es auch Berichte von Ärzten schon aus dem 17. Jahrhundert, die die Cagots als Menschen mit mächtigem Körperbau, frischer Gesichtsfarbe, graublauen Augen und etwas dicken, aber wohlgeformten Lippen beschrieben. Als besonderes körperliches Erkennungsmerkmal der Cagots galten die runden Ohren ohne Ohrläppchen.
Als Cagoutelle oder Cagutille bezeichnete man folgendes Krankheitsbild, das bei den Cagots angeblich häufig vorkam: übler Geruch (der damals vom Volk mit Herkunft aus dem Morgenland in Verbindung gebracht wurde), Blässe, fahle Augenfarbe, Male am Rücken, Knorpeln (möglicherweise Aussatzknoten) auf Zunge und Gesicht; verbunden mit Anfällen von Verrücktheit (ähnlich sowohl dem Veitstanz als auch der Berserkerwut) oder Stumpfsinn besonders um die Zeit von Voll- und Neumond.

## Diskriminierung
Die Cagots waren vom normalen gesellschaftlichen Leben ausgeschlossen. Schmerzunempfindliche Stellen auf Händen und Füßen (möglicherweise als Folge von Aussatz) wurden für Teufelsmale gehalten; die Cagots galten als Zauberer, Päderasten und Menschenfresser. Als sichtbares Zeichen mussten sie sich bis ins 15. Jahrhundert einen Gänse- oder Entenfuß aus rotem Stoff anheften, regional auch Eierschalen. Bis ins 18. Jahrhundert galt jemand, der einen Cagot heiratete, dann selber als Cagot und verlor seine Besitzungen.
1695 befahl die spanische Regierung, sie aus dem Land zu vertreiben; da französische Gemeinden die Einreise verweigerten, mussten sich viele in unwegsame Pyrenäentäler zurückziehen, wo die meisten von ihnen dem Hunger, der Kälte und wilden Tieren zum Opfer fielen. In jener Zeit wurden sie gezwungen, Hände und Füße zu bedecken, um nicht den Boden oder Gegenstände zu verunreinigen.
In den katholischen Kirchen, die sie nur gebückt durch separate niedrige Eingänge betreten durften, saßen sie durch ein Gitter getrennt vom übrigen Volk, mussten eigene Weihwasserbecken benutzen, durften die Kommunion erst nach den anderen empfangen und wurden nicht auf dem gewöhnlichen Friedhof begraben.
Vielerorts lebten die Cagots in abgesonderten Siedlungen und übten die niedrigsten Gewerbe aus; das Zimmermannshandwerk war ihnen erlaubt (was vom Volk wiederum mit ihrer angeblich jüdischen Abstammung in Verbindung gebracht wurde). Als Zimmerleute mussten sie Erste Hilfe bei einer ausbrechenden Feuersbrunst leisten. Von den üblichen Steuern, Abgaben und vom Militärdienst waren sie befreit. Bemühungen einzelner Bischöfe im 18. Jahrhundert brachten ihnen gebietsweise eine Verbesserung ihrer Lage; offiziell erhielten sie durch die Französische Revolution sämtliche Bürgerrechte. De facto wurden die Cagots jedoch vielerorts noch lange danach diskriminiert; besonders aus der Bretagne wanderten viele von ihnen nach Amerika aus, um dort ein neues Leben zu beginnen. Immerhin galten sie deutschen Ärzten um die Mitte des 19. Jahrhunderts schon als „nicht ohne Fähigkeiten, nützliche Mitglieder der Gesellschaft zu werden.“ Bis Ende des 19. Jahrhunderts führten renommierte Nachschlagewerke die Cagots als eigene ethnische Bevölkerungsgruppe in Frankreich an. Kurt Tucholsky schrieb 1927 in seinem Pyrenäenbuch: „Im Tal von Argelès gab es viele, bei Luchon und im Distrikt Ariège. Heute sind sie fast ausgestorben, man muß schon sehr suchen, wenn man sie sehen will. Es sind nicht eigentlich Kretins – es ist eine allgemeine körperliche Verkümmerung, gegen deren Folgen sie zum Teil immun geworden sind.“